# Fragneto l’Abate
Fragneto l'Abate – miejscowość i gmina we Włoszech, w regionie Kampania, w prowincji Benewent.
Według danych na I 2009 gminę zamieszkiwały 1122 osoby przy gęstości zaludnienia 54,7 os./1 km².